# Centella flexuosa
Centella flexuosa är en flockblommig växtart som beskrevs av Carl Georg Oscar Drude. Centella flexuosa ingår i släktet centellor, och familjen flockblommiga växter. Inga underarter finns listade i Catalogue of Life.